# Yuexi, Sichuan
Yuexi, också känt som Yüehsi, är ett härad i Liangshan, en autonom prefektur för yi-folket i Sichuan-provinsen i sydvästra Kina.